# Administration militaire soviétique en Allemagne
L'Administration militaire soviétique en Allemagne (en russe Советская военная администрация в Германии, Sovietskaïa voïennaïa administratsia v Guermani, en abrégé СВАГ, SVAG ; en allemand Sowjetische Militäradministration in Deutschland, SMAD) a été après la Seconde Guerre mondiale l'autorité suprême d'occupation, et donc le gouvernement de fait, dans la Zone d'occupation soviétique en Allemagne à partir de juin 1945 jusqu'au transfert de la souveraineté administrative au gouvernement de la République démocratique allemande le 7 octobre 1949.

## Structure et histoire

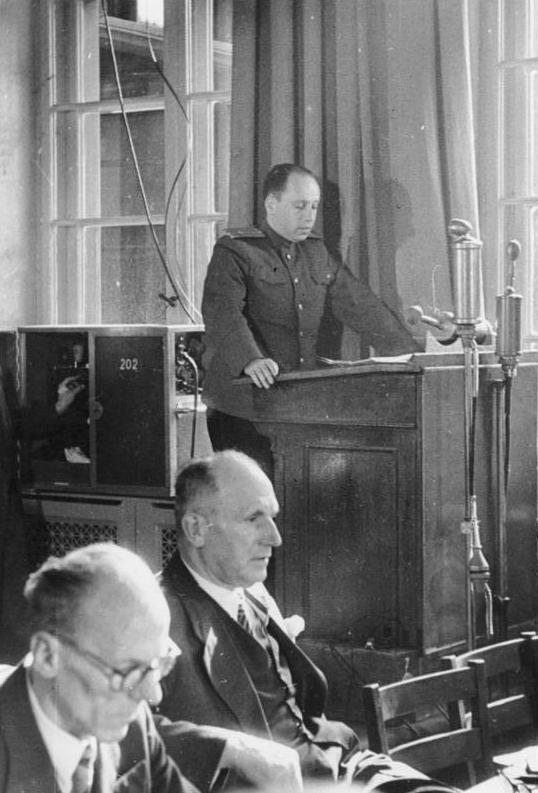
Alexandre Dymschitz, l'officier soviétique de la SMAD délégué à la culture, prononce un discours, 1947.

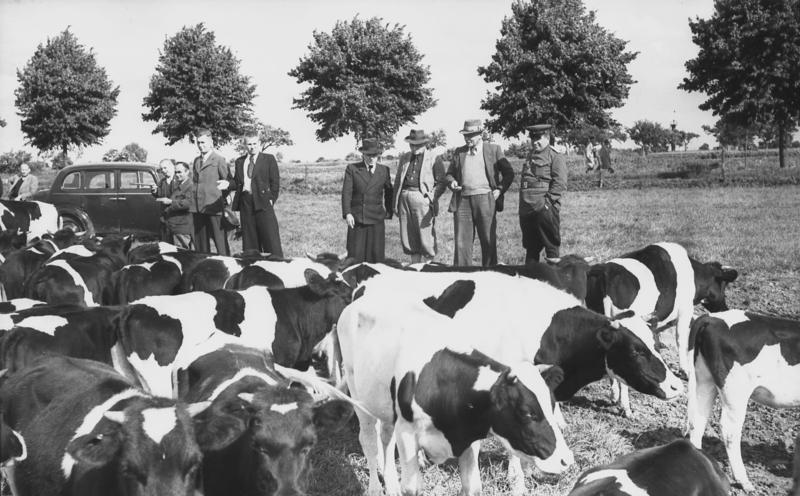
La SMAD remet à la RDA des biens fonciers situés à Großbeeren, juin 1949.

Avec la déclaration de Berlin du 5 juin 1945 (également connue sous le nom de déclaration de Juin), les quatre puissances victorieuses de la Seconde Guerre mondiale, en vertu du droit d’occupation, avaient pris l’ensemble des pouvoirs de gouvernement sur le territoire du Reich allemand.
Le fondement officiel de cette structure était l'instruction no 1 du Commandement suprême des troupes d'occupation soviétiques en Allemagne, en date du 9 juin 1945. Elle était la suite des accords inter-alliés de la phase finale de la Seconde Guerre mondiale, d’après lesquels chaque puissance occupante mettrait en place un gouvernement militaire autonome dans sa zone d'occupation. Cette structure était directement subordonnée au Conseil des commissaires du peuple et ainsi à son président, Joseph Staline.
Les structures organisationnelles de l'Administration militaire soviétique en Allemagne correspondaient en termes de contenu et de géographie à la nouvelle structure administrative allemande de la zone soviétique d'occupation en Allemagne. Outre l'autorité centrale située à Berlin-Karlshorst, il existait des organismes présents au niveau des Länder : Mecklembourg (par la suite Mecklembourg-Poméranie-Occidentale), Brandebourg, Saxe-Anhalt, Thuringe et Saxe, en même temps qu'un réseau de différents commandements militaires régionaux et locaux. Des services spécialisés supervisaient les activités des différentes autorités administratives allemandes. Au sommet de l'Administration militaire soviétique en Allemagne se trouvait le « Chef suprême », le maréchal Gueorgui Joukov, en fonction entre juin 1945 et mars 1946, Vassili Sokolovski, entre mars 1946 et mars 1949, et Vassili Tchouïkov entre octobre 1949 et 1953. Ces militaires exerçaient en même temps la fonction de commandant en chef du groupement des forces armées soviétiques en Allemagne.
Pour bien montrer que c’était elle qui commandait, l'administration militaire soviétique en Allemagne donnait, de 1945 à 1949, de nombreux ordres écrits à ses propres services et à ceux de l'Allemagne. En outre, elle prenait également des décisions à un niveau plus informel, au moyen d'instructions écrites et de commentaires oraux qui laissaient rarement des traces voire par la seule présence, qu’on ne pouvait difficilement ignorer, de ses employés dans les bureaux de l’administration allemande.
Le pouvoir de l'administration militaire soviétique en Allemagne a beau être considérable, le système stalinien de gouvernement limitait ses compétences. C’est ainsi qu’elle était subordonnée à divers départements soviétiques, qui obéissaient parfois à des conceptions contradictoires. En outre, des agents de l'administration militaire soviétique en Allemagne comme Vladimir Semionovitch et Sergei Ivanovitch Tyulpanov, à la tête du Département de la censure et de la propagande, entretenaient des relations spéciales avec l'appareil gouvernemental soviétique ou le PCUS. Moscou agissait également dans le domaine du personnel : après seulement quelques mois à la tête de l'administration militaire soviétique en Allemagne, le maréchal Gueorgui Joukov, très populaire, fut remplacé par son adjoint très peu connu, le maréchal Vassili Sokolovski.
Les relations entre le gouvernement militaire soviétique et le ministère de l'Intérieur soviétique (NKVD) et d'autres institutions soviétiques, qui fonctionnaient souvent indépendamment de lui dans la zone d’occupation soviétique, étaient ambiguës. D'une part, les officiers supérieurs de l'administration militaire soviétique en Allemagne savaient exploiter intelligemment le potentiel de menace qui existait, pour faire prévaloir leurs idées, à l’occasion des négociations avec les autorités locales. D'autre part, les employés de ce service se sont plaints à plusieurs reprises que les actions des services secrets soviétiques compromettaient le travail de reconstruction matérielle et politique du gouvernement militaire soviétique en Allemagne.
Il reste à noter que cette administration, comme les autres gouvernements militaires alliés en Allemagne, a d'abord tenté de mettre en œuvre la reconstruction du pays dans le cadre des conditions-cadres fixées par son propre gouvernement. Les arrestations massives arbitraires et les persécutions politiques ne résultaient pas de la politique de l'administration militaire soviétique en Allemagne, bien que le gouvernement militaire ait su utiliser cette réalité pour ses propres intérêts et que de nombreux officiers soviétiques étaient favorables à un châtiment général des « Allemands », sans que celui-ci fût lié à des critères individuels.
À maintes reprises, l'administration militaire soviétique en Allemagne a critiqué les excès commis par le NKVD et les services est-allemands de sécurité (créés dès juin 1945, avant le ministère de la Sécurité d'État (Stasi) constitué en 1950) dans la poursuite des mesures de persécution qui allaient manifestement au-delà de la punition des nazis et des criminels de guerre.
Le 7 octobre 1949, les autorités soviétiques laissent se constituer officiellement la République démocratique allemande, avec comme parti principal et omniprésent dans toutes les services de sécurité, de police et de renseignement, le SED, fondé en 1946, soit l'union forcée des anciens membres du SPD et des communistes en zone soviétique d'occupation. La République démocratique allemande durera jusqu'au 3 octobre 1990, date de la réunification allemande, jour où il y aura la fusion officielle des deux anciens États allemands, la République fédérale d'Allemagne fondée le 23 mai 1949 sur l'étendue des trois zones d'occupation française, britannique et américaine en Allemagne de l'Ouest (avec comme capitale, Bonn) et la RDA qui s'est établie sur toute l'étendue de la zone soviétique d'occupation (avec comme capitale Berlin-Est).
Le 10 octobre 1949, l'administration militaire soviétique en Allemagne est dissoute et la Commission de contrôle soviétique (CCS) est ensuite constituée.